# Xã Center, Quận Hickory, Missouri
Xã Center (tiếng Anh: Center Township) là một xã thuộc quận Hickory, tiểu bang Missouri, Hoa Kỳ. Năm 2010, dân số của xã này là 874 người.